# Karl Ströle

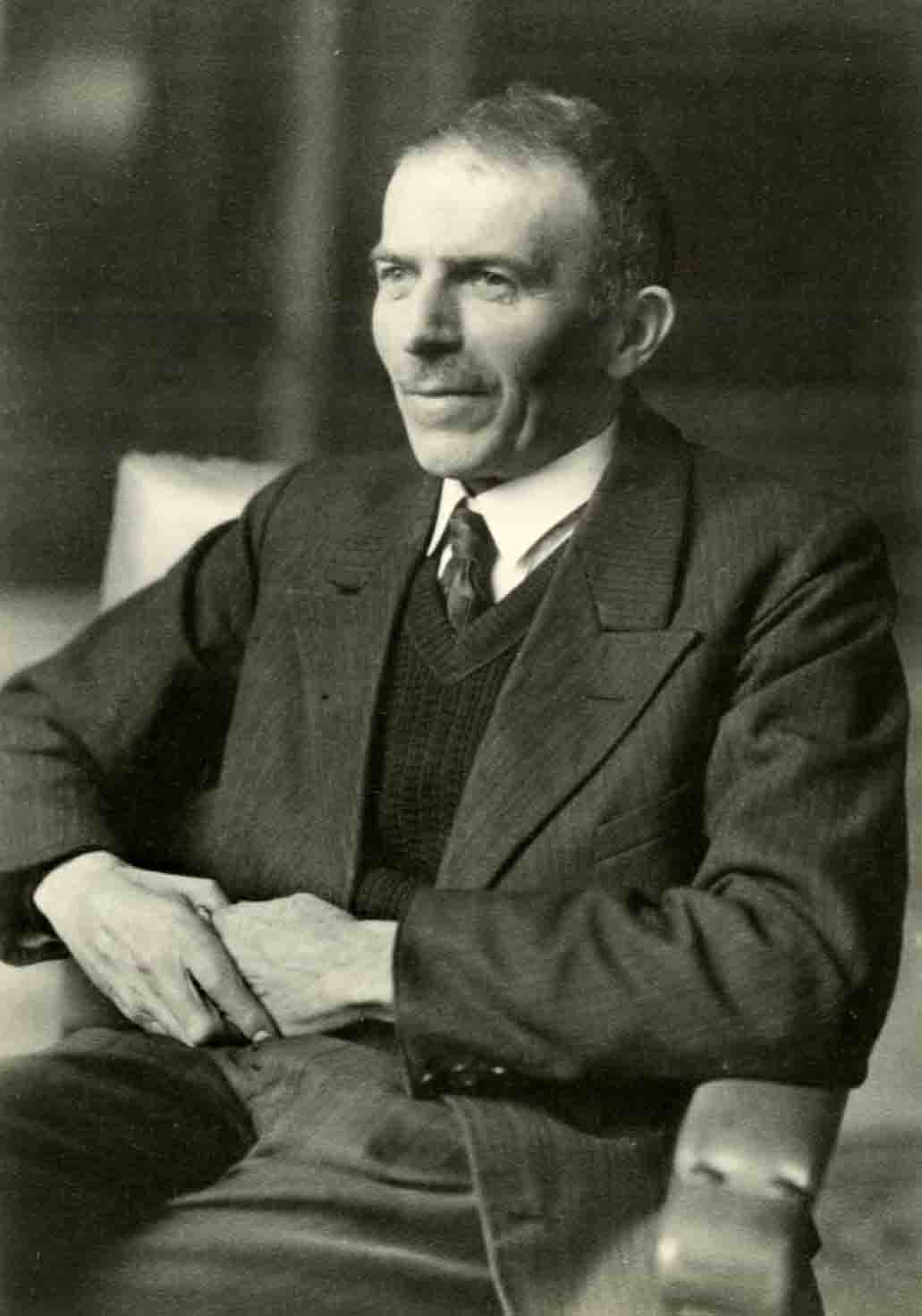
Karl Ströle 1967 – Bild aus seinen Memoiren

Karl Ströle (* 6. März 1887 in Benzenzimmern; † 10. Juli 1981 in Stuttgart) war ein deutscher Ministerialbeamter.

## Werdegang
Ströle war einziges Kind des evangelischen Pfarrers Karl Ströle (1861–1923) und dessen Ehefrau Luise, geb. Herrmann (1863–1945). Er besuchte ab 1893 die Elementarschule in Plieningen und die Lateinschule in Hohenheim. 1900 wechselte er auf das Eberhard-Ludwigs-Gymnasium in Stuttgart. Nach bestandener Reifeprüfung studierte er ab 1905 Rechts- und Staatswissenschaften in Tübingen, Leipzig und Berlin. Er war Mitglied der Studentenverbindung Normannia Tübingen. 1910 legte er die I. Höhere Justizdienstprüfung ab und leistete anschließend als Einjährig-Freiwilliger seinen Militärdienst in Stuttgart. Von 1911 bis 1914 absolvierte er ein Referendariat. Es folgten vier Jahre Kriegsdienst in Frankreich, Russland, Lothringen und im Oberelsaß, aus dem er im November 1918 im Dienstrang eines Leutnants entlassen wurde.
Im Sommer 1919 legte er die II. Höhere Justizdienstprüfung ab und trat nach kurzer Tätigkeit als Gerichtsassessor beim Amtsgericht Stuttgart am 15. September 1919 als Oberregierungsassessor in das Staatsministerium des Volksstaates Württemberg ein. Mit Wirkung vom 1. April 1920 wurde er zum Regierungsrat ernannt, 1927 zum Regierungsrat an gehobener Stelle und 1929 zum Oberregierungsrat. Nach der Machtübernahme der Nationalsozialisten wurde über ihn 1933 ein Beförderungsstop verhängt, weil er nicht Mitglied der NSDAP wurde. Er wurde als Dienststrafreferent bei der Ministerialabteilung für die Volksschulen, später auch für die höheren und Gewerbeschulen eingesetzt.
Nach Kriegsende war er von 1945 bis 1952 Kanzleidirektor im Staatsministerium des Landes Württemberg-Baden. Zugleich war er Schriftleiter des Regierungsblattes. Von Oktober 1949 bis zu seinem Rücktritt am 2. Februar 1950 war er Leiter der Abwicklungsstelle des Ministeriums für Befreiung. 1952 trat er in den Ruhestand.

## Ehrungen
- 1952: Verdienstkreuz (Steckkreuz) der Bundesrepublik Deutschland
- 1967: Großes Verdienstkreuz der Bundesrepublik Deutschland